# شنفو
شنفو (به آلمانی: Schnepfau) یک منطقهٔ مسکونی در اتریش است که در ناحیه برگنتس واقع شده‌است. شنفو ۱۶٫۵۳ کیلومتر مربع مساحت دارد ۷۳۴ متر بالاتر از سطح دریا واقع شده‌است.